# التصفيات المؤهلة لكوبا أمريكا المئوية

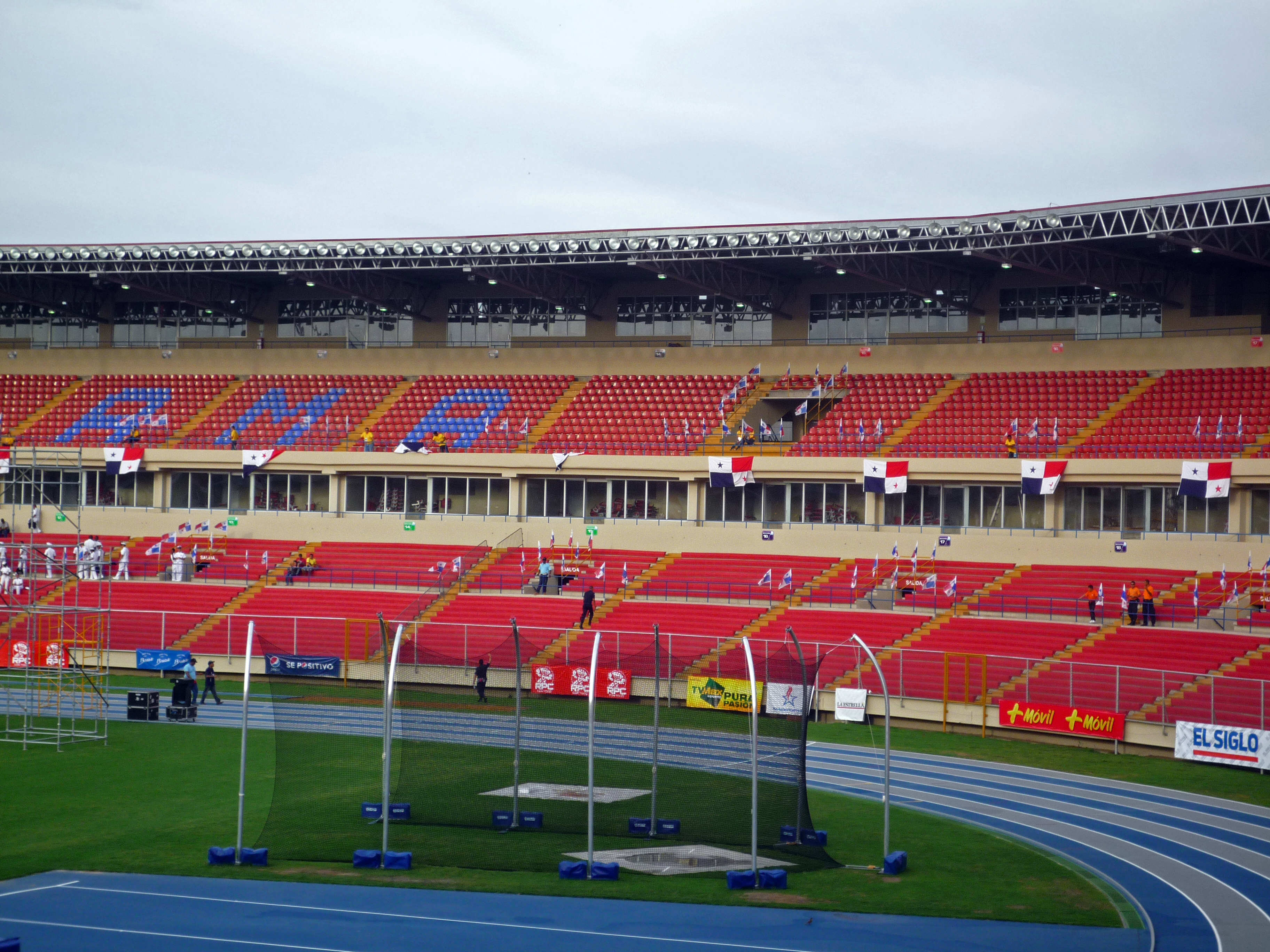

التصفيات المؤهلة لكوبا أمريكا المئوية كانت المباريات الدولية التي أقيمت بهدف تحديد آخر منتخبين من الكونكاكاف يتأهلان إلى نهائيات كوبا أمريكا المئوية. المبارتان التأهيليتان (بنما ضد كوبا وترينيداد وتوباغو ضد منتخب هايتي) أقيمتا في ملعب روميل فيرنانديز في مدينة بنما، بنما وذلك في الثامن من يناير 2016.

## المباريات
| ترينيداد وتوباغو | 0–1 | هايتي      |
| ---------------- | --- | ---------- |
|                  |     | بلفورت 86' |

| كوبا | 0–4 | بنما                                                 |
| ---- | --- | ---------------------------------------------------- |
|      |     | غوميس 3' · تيخادا 17' (ركلة.) · كوبر 52' · بيريز 89' |